# جون بيركنز كاشينج ماثر
جون بيركنز كاشينج ماثر هو سياسي أمريكي، ولد في 23 سبتمبر 1816، وتوفي في 12 فبراير 1891. انتخب عضو مجلس نواب كونيتيكت ‏.